# Tibor Csernus
Tibor Csernus [ˈtibor ˈʧɛrnuʃ] (* 27. Juni 1927 im Dorf Kondoros im Süden Ungarns; † 7. September 2007 in Paris) ist ein ungarischer Maler. Er lebte seit 1964 in Paris.
Csernus studierte bei Aurél Bernáth (1895–1982), einem der bedeutendsten ungarischen Maler seiner Zeit. Sich zunächst an seinem Lehrer orientierend, entwickelte er schon früh einen eigenen Malstil.
Für seine malerische Leistung erhielt er 1952 den Munkácsy-Preis, des Weiteren war er bis Ende der 1950er Jahre regelmäßig an den großen nationalen Kunstausstellungen in Budapest beteiligt. Vier Jahre später, zur Zeit des ungarischen Volksaufstandes 1956, erhielt er das Derkovits-Stipendium. 1957 arbeitete er mit in der Jury des Budapester Frühlings-Salons.
Da er sich dem „sozialistischen Realismus“ in der Malerei widersetzte, provozierte Csernus 1955 bei einer Kunstausstellung in Budapest einen Eklat. Daraufhin wurde ihm angedroht, er werde in Ungarn nie wieder Bilder ausstellen dürfen.
1964 floh Csernus wegen der Repressalien der staatlichen Kulturpolitik im kommunistischen Ungarn nach Frankreich. In Paris angekommen, war er zunächst als Maler weitgehend erfolglos, da er in den Augen der westlichen Kunstszene als zu konservativ, zu wenig avantgardistisch galt.
Da seine Gemälde seinerzeit nahezu unverkäuflich waren, arbeitete Csernus als Buchillustrator. Dabei entwickelte er eine Vorliebe für das Science-Fiction-Genre. Durch diese Arbeit und seine Begeisterung für die Gemälde Caravaggios entwickelte er seinen Stil weiter, den er selbst magischen Realismus nennt und der seiner Kunst weltweit große Beachtung eingetragen hat.
1985 fand am Metropolitan Museum of Art in New York eine vielbeachtete Ausstellung der Bilder Caravaggios statt. Gleichzeitig wurde eine Ausstellung der Werke Csernus' gezeigt. Die Ähnlichkeit der Malstile, vor allem in Bezug auf das Licht und die Farbtöne, wurde durch die Gegenüberstellung besonders augenfällig.
Am Ende des „Kalten Krieges“ 1989 ehrte man Tibor Csernus im Alter von einundsechzig Jahren, mit einer Retrospektive in der Kunsthalle Műcsarnok in Budapest.
1997 erhielt er auf dem Gebiet der Kultur den Kossuth-Preis verliehen, die höchste staatliche Auszeichnung Ungarns.